# Attero Dominatus
Attero Dominatus es el segundo álbum de estudio de la banda sueca de power metal Sabaton, y el primer álbum en contar con la participación del teclista  Daniel Mÿhr.
Al igual que el álbum Primo Victoria, la letra de las canciones trata sobre varios temas relacionados con la guerra. "Nuclear Attack" trata sobre los bombardeos atómicos de Hiroshima y Nagasaki, "Rise of Evil" sobre el ascenso del Tercer Reich y Adolf Hitler. La canción "Back in Control" habla sobre la Guerra de las Malvinas, mientras que "In the Name of God" trata la situación en Medio Oriente, específicamente los terroristas suicidas y aquellas personas que matan a inocentes en nombre de dios.

## Listado de canciones
| Attero Dominatus |                                             | |          |  |
| N.º              | Título                                      | Tema | Duración |  |
| 1.               | «Attero Dominatus» (Destruir la dominación) | La Batalla de Berlín al final de la Segunda Guerra Mundial desde la perspectiva soviética.                | 3:43     |  |
| 2.               | «Nuclear Attack» (Ataque nuclear)           | Los Bombardeos atómicos sobre Hiroshima y Nagasaki.                                                       | 4:10     |  |
| 3.               | «Rise Of Evil» (El ascenso del mal)         | La creación del Tercer Reich y los eventos previos a la Segunda Guerra Mundial desde la perspectiva nazi. | 8:19     |  |
| 4.               | «In the Name of God» (En el nombre de Dios) | Organizaciones como Hamás, Al-Qaeda y los Talibanes desde la perspectiva de sus opositores.               | 4:06     |  |
| 5.               | «We Burn» (Ardemos)                         | Los crímenes en las Guerras Yugoslavas desde la perspectiva de los perpetradores.                         | 2:55     |  |
| 6.               | «Angels Calling» (Ángeles llamando)         | La Primera Guerra Mundial.                                                                                | 5:57     |  |
| 7.               | «Back In Control» (De nuevo en control)     | La Guerra de las Malvinas desde la perspectiva británica.                                                 | 3:14     |  |
| 8.               | «Light In The Black» (Luz en lo negro)      | Militares que buscan la tranquilidad como las Fuerzas de paz de las Naciones Unidas.                      | 4:52     |  |
| 9.               | «Metal Crüe»                                | Bandas de Heavy Metal y Hard Rock de relevancia para los integrantes de la banda.                         | 3:42     |  |
| 40:57            |                                             | |          |  |

### Edición re-armada (2010) pistas adicionales
| Pistas adicionales |                                                       |          |  |
| N.º                | Título                                                | Duración |  |
| 10.                | «Für Immer» (Versionada de Warlock)                   | 4:36     |  |
| 11.                | «Långa Bollar På Bengt» (Versionada de Svenne Rubins) | 2:52     |  |
| 12.                | «Metal Medley (Directo en Falun)»                     | 6:12     |  |
| 13.                | «Nightchild»                                          | 5:12     |  |
| 14.                | «Primo Victoria» (Demo)                               | 4:11     |  |

## Créditos
- Joakim Brodén - Voz
- Rickard Sundén - Guitarra
- Oskar Montelius - Guitarra
- Pär Sundström - Bajo
- Daniel Mullback - Batería
- Daniel Mÿhr - Teclado

- Datos: Q758017